# Luigi V, re di Francia
Versions successives
- 1852, remaniement en profondeur par Mazzucato

Représentations notables
- 24 mars 1852 : 1re représentation de la 2e version de Luigi V, Teatro Regio de Parme
- 26 décembre 1852 : 1re représentation à La Scala, Milan

Luigi V, re di Francia est un opéra italien composé par Alberto Mazzucato, sur le livret écrit par Felice Romani pour Ugo, conte di Parigi (1832) de Gaetano Donizetti. La première représentation de l'œuvre de Mazzucato, un opera seria en trois actes, a lieu au Teatro Re de Milan le 25 février 1843. 
Une seconde version, profondément remaniée, adoptant la forme d'une tragedia lirica en quatre parties, est présentée en 1852-1853 à Parme, Modène et Milan.

## Historique
L'opéra Luigi V, re di Francia est composé par Alberto Mazzucato pour son ancienne élève, la soprano Marietta Gazzaniga.
Mazzucato reprend le livret écrit par Felice Romani pour l'opéra Ugo, conte di Parigi de Gaetano Donizetti, créé le 13 mars 1832 à La Scala. Romani avait puisé son inspiration dans la pièce de théâtre française Blanche d'Aquitaine, ou le Dernier des Carlovingiens (1827) d'Hippolyte Bis,,.
Luigi V est créé le 25 février 1843, à Milan, au Teatro Re, avec Luigi Donati dans le rôle-titre, Marietta Gazzaniga dans celui de sa fiancée Bianca et Augusta Candiani (pt) dans celui de sa mère Emma. La distribution est complétée par Carolina Vietti (Edita, sœur de Bianca), Carlo De Bellati (le régent Addo) et Agostino Rodas (ca) (Folco d'Angiò).

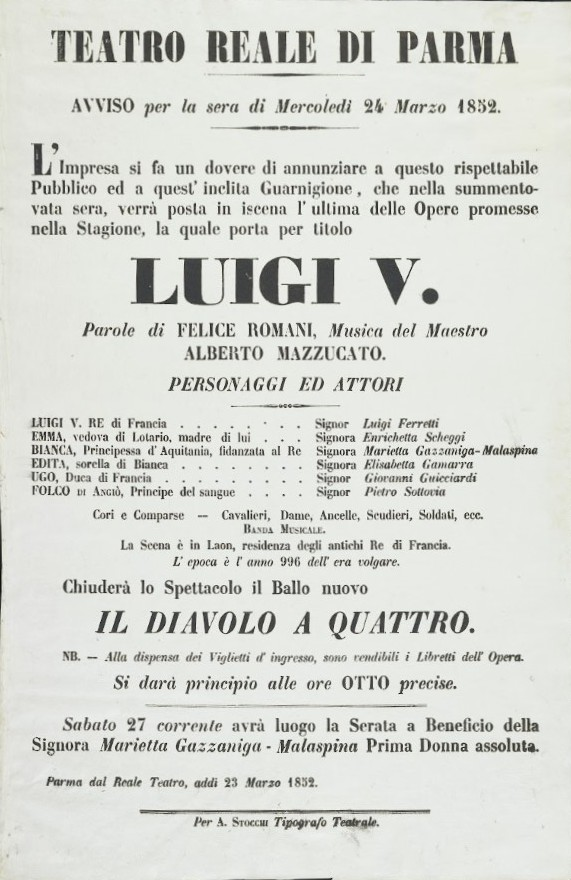
Affiche pour la première de Luigi V au Teatro Regio de Parme, le 24 mars 1852

Au printemps 1852, Mazzucato soumet l'opéra à une révision en profondeur et cède ses droits sur Luigi V à l'éditeur musical Francesco Lucca, propriétaire de la maison d'édition italienne du même nom. 
Cette version révisée est présentée pour la première fois le 24 mars 1852 au Teatro Regio de Parme,, puis au Teatro Comunale (en) de Modène (printemps 1852, première le 9 mai 1852) et à La Scala de Milan (carnaval 1852-53, première représentation le 26 décembre 1852),. Comme en 1842, le rôle de Bianca est encore tenu dans l'ensemble de cette série de représentations par Marietta Gazzaniga, bien que les autres interprètes changent d'un lieu à l'autre,,. Cette reprise de 1852 n'obtient qu'un succès momentané.

## Personnages principaux
- Luigi V, roi de France (ténor)
- Emma, veuve de Lotario et mère du roi (soprano)
- Bianca, princesse d'Aquitaine et fiancée du roi (soprano)
- Edita, sœur de Bianca (mezzo-soprano)
- Addo, régent (baryton) - ce personnage, dans la seconde version de l'opéra, devient Ugo, duc de Francie
- Folco d'Angiò, prince de sang (basse)